# Beschorneria yuccoides
Espèce
Classification phylogénétique
Beschorneria yuccoides est une espèce de plante exotique originaire du Mexique, de la famille des Agavaceae, en classification classique. Dans la classification phylogénique elle fait partie de la famille des Asparagaceae.

## Description
Extrêmement décoratif, le Beschorneria yuccoides se trouve souvent dans des bois clairsemés de chênes. Cette plante grasse herbacée vivace possède des rhizomes qui produisent des drageons, mais elle est presque dépourvue de tiges aériennes. Elle forme une belle rosette basale, haute de 60 à 80 cm et large de 60 cm. Les feuilles, pointues, sont persistantes, lancéolées, non piquantes. Elles sont lisses, flexibles, de couleur vert-bleuté à maturité, et montrent des extrémités infléchies vers l'extérieur. La floraison, spectaculaire, a lieu de mai-juin à août selon les années. La hampe florale charnue, de couleur rouge-rosé, peut atteindre 1,50 m à 2 m de hauteur. Invariablement arquée vers le sol et dirigée vers le sud, elle porte de nombreuses fleurs tubulaires et retombantes à la fois insolites et belles; la corolle d'un vert très vif est entourée de bractée rouges-roses vif très décoratives. Cette floraison, fortement mellifère et nectarifère, attire de nombreux insectes butineurs. La plante est rustique jusqu'à -8/-10°C en sol parfaitement drainé.

### Galerie

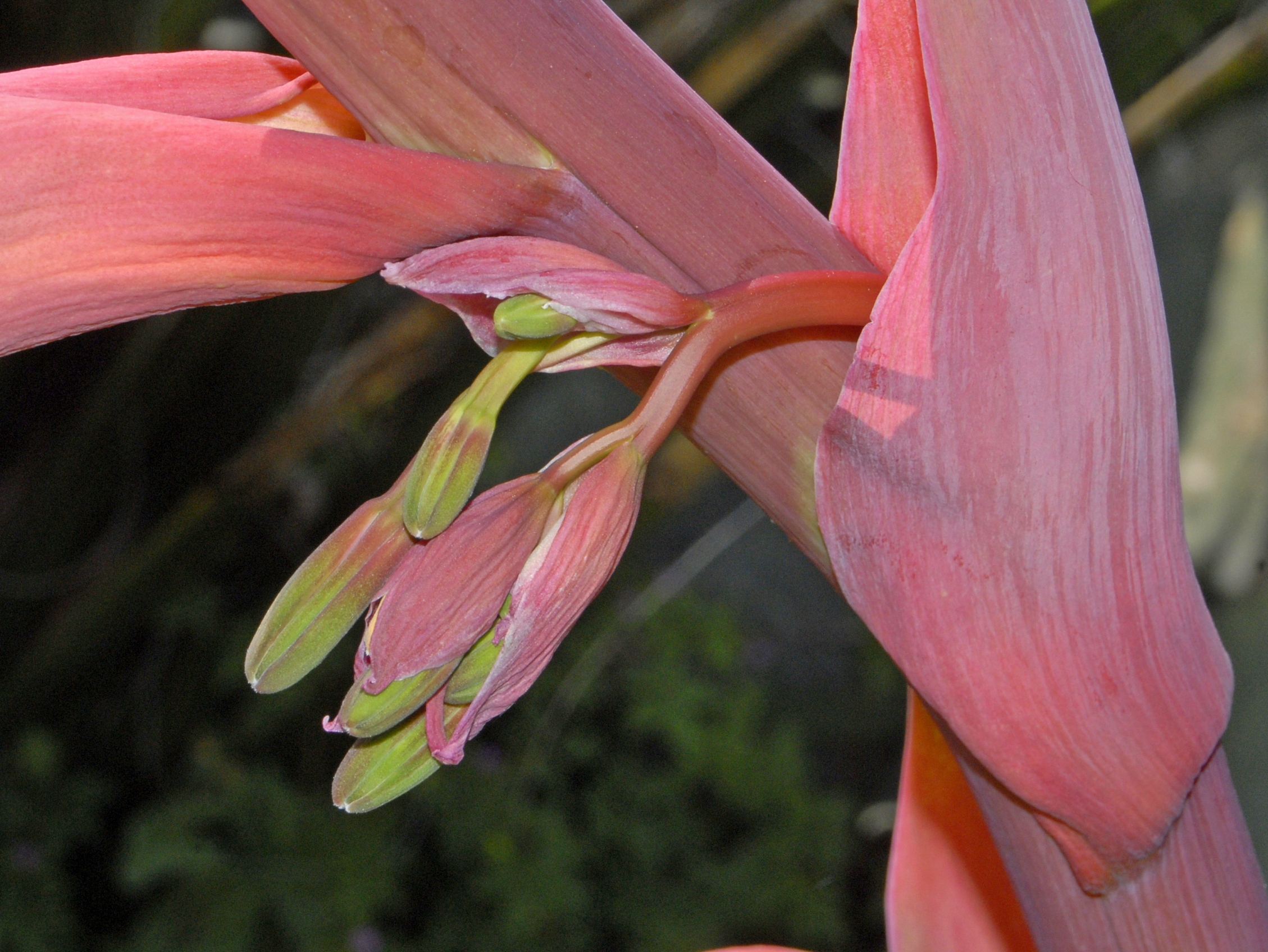
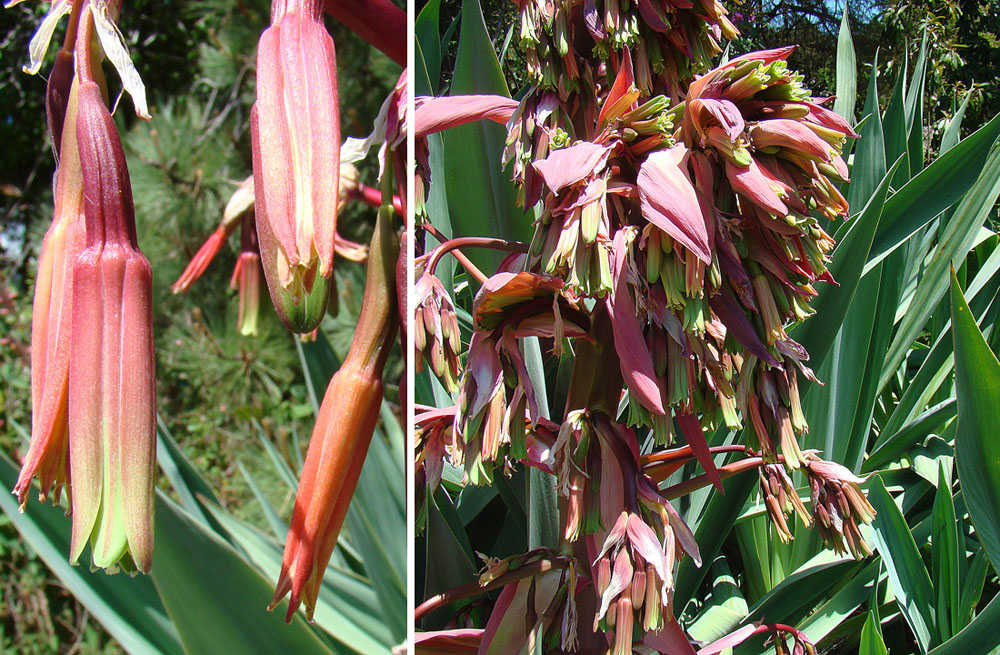
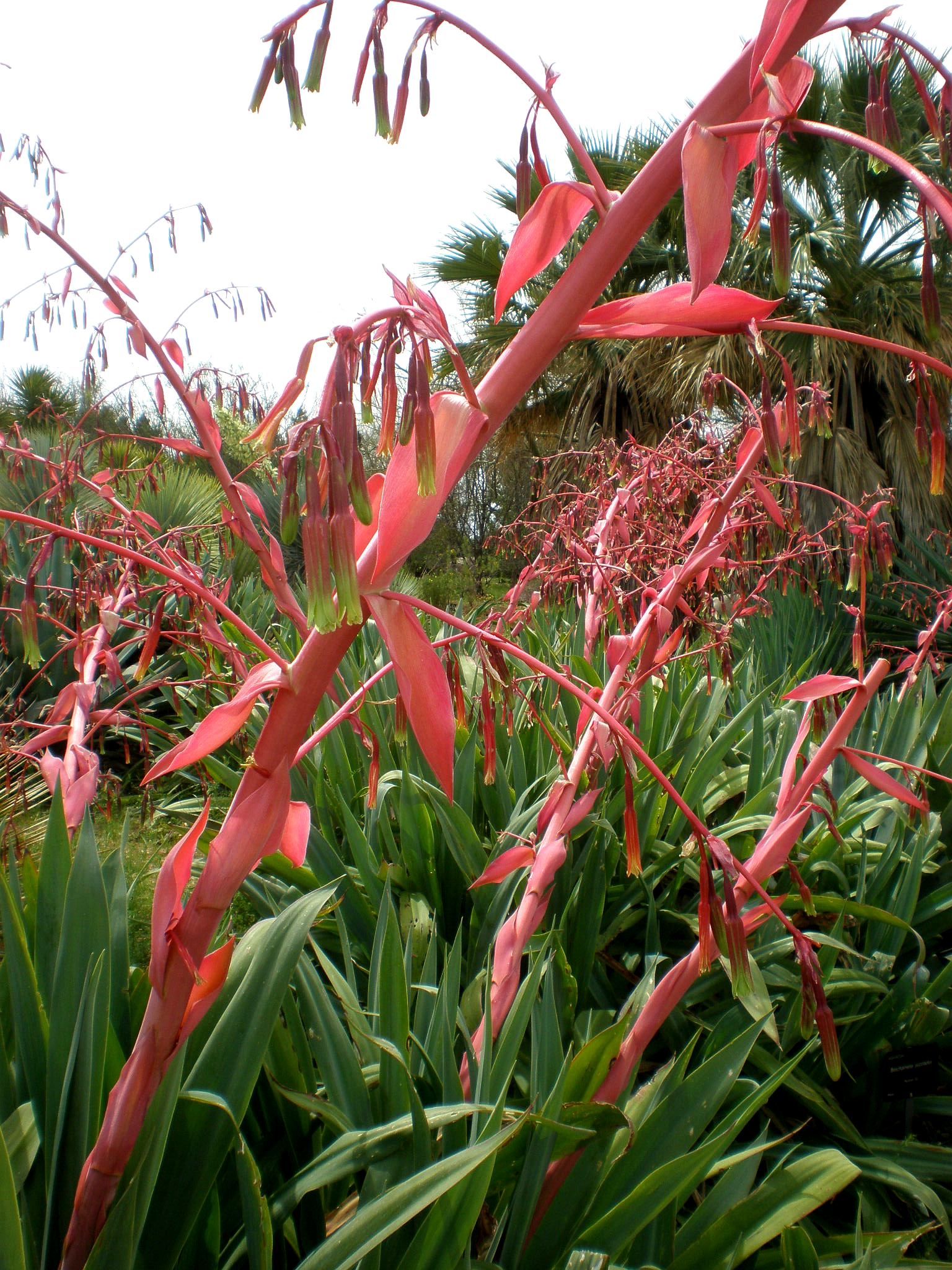

## Sous-espèces
Ce taxon peut se décliner en deux sous espèces qui ont été acceptées :
- Beschorneria yuccoides subsp. dekosteriana  (K.Koch) García-Mend.
- Beschorneria yuccoides subsp. yuccoides [3]